# Dřevohostice
Dřevohostice (in tedesco Drewohostitz) è un comune mercato della Repubblica Ceca facente parte del distretto di Přerov, nella regione di Olomouc.